# Lomatia hemichroa
Lomatia hemichroa är en tvåvingeart som beskrevs av Hesse 1956. Lomatia hemichroa ingår i släktet Lomatia och familjen svävflugor. Inga underarter finns listade i Catalogue of Life.